# Lê Duy Loan
Lê Duy Loan (sinh 1962) tại Nha Trang, Việt Nam, là một kỹ sư người Mỹ gốc Việt. Bà là người châu Á đầu tiên và là người nữ duy nhất được chọn vào ban lãnh đạo kỹ thuật (Senior Fellow – Nhà nghiên cứu thâm niên – tương đương với Phó chủ tịch) cho hãng công nghệ toàn cầu Texas Instruments trong lịch sử 83 năm của hãng này. Bà được chọn vào Hall of Fame của Women in Technology International (WITI), Chuyên Gia Kỹ thuật trong Năm (National Technologist of The Year). Bà cũng là người phụ nữ đầu tiên được mời vào ban quản trị (Board of Directors) của hãng National Instruments, là công ty hàng đầu về thử nghiệm máy móc.
Năm 2002, bà thành lập tổ chức Sunflower Mission, một tổ chức từ thiện phi chính phủ, đóng góp xây dựng trên 100 phòng học tại các huyện vùng sâu của các tỉnh Kiên Giang, An Giang, Đồng Tháp, Bến Tre, Phú Yên. Tâm huyết của bà là giúp thế hệ trẻ Việt Nam vươn lên bằng tri thức.

## Tiểu sử
Bà đến Hoa Kỳ năm 1975 vào lúc 12 tuổi. Bốn năm sau bà tốt nghiệp thủ khoa trung học trường Alief Hastings ở Texas, Hoa Kỳ. 
Năm 1982, bà tốt nghiệp kỹ sư Điện hạng danh dự từ University of Texas at Austin. Vừa học vừa làm, bà tốt nghiệp Cao học Quản trị tại University of Houston năm 1989.
Năm 2002, bà được chọn vào ban lãnh đạo kỹ thuật cho hãng công nghệ Texas Instruments (tương đương với Phó chủ tịch) và là người nữ duy nhất trong ban lãnh đạo này.
Bà cũng được chọn vào ban quản trị của hãng National Instrument nổi tiếng ở Hoa Kỳ.
Bà là người có tới 21 bằng sáng chế và 8 bằng sáng chế khác hiện đang được nộp và chờ được cấp. Ngoài ra, bà đã viết nhiều tham luận khoa học, đã phát triển chương trình huấn luyện trong 6 tháng đang được áp dụng cho 7 nhà máy tại 5 quốc gia khác nhau. Thành tích của bà còn được đăng trong nhiều tạp chí như IEEE (The Institute of Electrical and Electronics Engineers) SPECTRUM, Asian Enterprise, EE Times và rất nhiều báo chí địa phương và quốc tế khác.
Bà và chồng là Đào Tuấn thành lập tổ chức thiện nguyện Sunflower Mission để giúp đỡ xây cất trường học cho trẻ em ở Việt Nam.

## Giải thưởng
- Women in Technology International (WITI) Hall of Fame[3]
- National Technologist of the Year
- Asian American Engineer of The Year
- PINK’s Top 15 Women in Business
- VANG’s Golden Torch with United States Congressional Recognition for Civic Leadership